# Persone di nome Alexandre/Calciatori
| Questa pagina contiene informazioni ricavate automaticamente dalle voci biografiche con l'ausilio del template Bio e di un bot. L'aggiornamento è periodico e automatico e ricostruisce completamente la pagina. Se manca una persona in questa lista, sei pregato di non aggiungerla, ma accertati piuttosto che la sua voce biografica contenga il template Bio e che i dati anagrafici siano correttamente compilati. Se il template Bio manca, inseriscilo tu stesso o, in alternativa, metti l'avviso {{tmp\|Bio}} che ne segnala la mancanza. Se i dati riportati sono sbagliati, correggi direttamente la voce biografica; le modifiche saranno visibili in questa lista entro pochi giorni. Per chiarimenti vedi il progetto antroponimi. La lista contiene solo le 55 persone che sono citate nell'enciclopedia e per le quali è stato implementato correttamente il template Bio. Pagina aggiornata al 6 ago 2025. |

Questa è una lista di persone presenti nell'enciclopedia che hanno il nome Alexandre e sono calciatori.

## B(3)
- Alexandre Barthe, ex calciatore francese (Avignone, n. 1986)
- Alexandre Bonnet, calciatore francese (La Roche-sur-Yon, n. 1986)
- Alex Soares, calciatore portoghese (Lisbona, n. 1991)

## C(6)
- Alexandre Silva Cleyton, ex calciatore brasiliano (Jacareí, n. 1983)
- Alexandre Coeff, calciatore francese (Brest, n. 1992)
- Alexandre Comisetti, ex calciatore svizzero (Pompaples, n. 1973)
- Álex Corredera, calciatore spagnolo (Vic, n. 1996)
- Alexandre Cuvillier, calciatore francese (Cucq, n. 1986)
- Xande Silva, calciatore portoghese (Lisbona, n. 1997)

## D(8)
- Alexandre José Oliveira, ex calciatore brasiliano (Recife, n. 1977)
- Alexandre D'Acol, ex calciatore brasiliano (San Paolo, n. 1986)
- Alexandre De Bruyn, calciatore belga (n. 1994)
- Alexandre Djomo Wafo, ex calciatore e allenatore di calcio camerunese (Bafoussam, n. 1964)
- Alexandre Durimel, calciatore francese (Parigi, n. 1990)
- Guga, ex calciatore brasiliano (Osasco, n. 1964)
- Alexandre Afonso da Silva, ex calciatore brasiliano (Uberlândia, n. 1983)
- Juninho, calciatore brasiliano (Volta Redonda, n. 2001)

## E(1)
- Alexandre Egea, calciatore brasiliano (Jacareí, n. 1990)

## F(1)
- Alexandre Luiz Fernandes, calciatore brasiliano (San Paolo, n. 1986)

## G(2)
- Alexandre Geijo, ex calciatore spagnolo (Ginevra, n. 1982)
- Alexandre Henrique Gonçalves Freitas, calciatore portoghese (Funchal, n. 1991)

## H(1)
- Alexandre Hauw, ex calciatore francese (Bourgoin-Jallieu, n. 1982)

## J(2)
- Alex Jankewitz, calciatore svizzero (Vevey, n. 2001)
- Alexandre Jesus, calciatore brasiliano (Nova Lima, n. 2001)

## L(5)
- Alexandre Lacazette, calciatore francese (Lione, n. 1991)
- Alexandre Letellier, calciatore francese (Parigi, n. 1990)
- Alexandre Lezcano, calciatore costaricano (Golfito, n. 2001)
- Alexandre Licata, ex calciatore francese (Grenoble, n. 1984)
- Igor Lolo, ex calciatore ivoriano (Abidjan, n. 1982)

## M(7)
- Alexandre Martínez Palau, calciatore andorrano (Andorra la Vella, n. 1998)
- Alexandre Martínez, ex calciatore andorrano (n. 1987)
- Alexandre Mendy, ex calciatore francese (Parigi, n. 1983)
- Alexandre Mendy, calciatore guineense (Tolone, n. 1994)
- Alex Raphael Meschini, ex calciatore brasiliano (Cornélio Procópio, n. 1982)
- Alex Monteiro de Lima, calciatore brasiliano (San Paolo, n. 1988)
- Álex Moreno, calciatore spagnolo (Sant Sadurní d'Anoia, n. 1993)

## N(1)
- Alexandre Negri, ex calciatore brasiliano (Vinhedo, n. 1981)

## O(2)
- Alexandre Olliero, calciatore francese (La Rochelle, n. 1996)
- Alexandre Oukidja, calciatore algerino (Nevers, n. 1988)

## P(4)
- Alexandre Pasche, calciatore svizzero (Losanna, n. 1991)
- Alexandre Penetra, calciatore portoghese (Tondela, n. 2001)
- Alexandre Guedes, calciatore portoghese (n. 1994)
- Alexandre Pierre, calciatore francese (Aubervilliers, n. 2001)

## R(6)
- Alex Matos, calciatore macaense (Macao, n. 1995)
- Alexandre Pato, ex calciatore brasiliano (Pato Branco, n. 1989)
- Alexandre Raineau, calciatore francese (Parigi, n. 1985)
- Alexandre Ramalingom, calciatore malgascio (Pontoise, n. 1993)
- Alexandre Rey, ex calciatore svizzero (Sion, n. 1972)
- Xandão, ex calciatore brasiliano (Araçatuba, n. 1988)

## S(3)
- Alexandre da Silva Mariano, ex calciatore brasiliano (Capivari, n. 1973)
- Álex Somoza, ex calciatore andorrano (Andorra la Vella, n. 1986)
- Alexandre Song, ex calciatore camerunese (Douala, n. 1987)

## T(1)
- Alexandre Tokpa, ex calciatore ivoriano (Abidjan, n. 1985)

## V(1)
- Alexandre Villaplane, calciatore e criminale francese (Algeri, n. 1904 - Arcueil, † 1944)

## Z(1)
- Alemão, calciatore brasiliano (Campo Erê, n. 1998)